# Hyantis albiplaga
Hyantis albiplaga är en fjärilsart som beskrevs av Rothschild 1915. Hyantis albiplaga ingår i släktet Hyantis och familjen praktfjärilar. Inga underarter finns listade i Catalogue of Life.